# Kiełbasa swojska pilzneńska

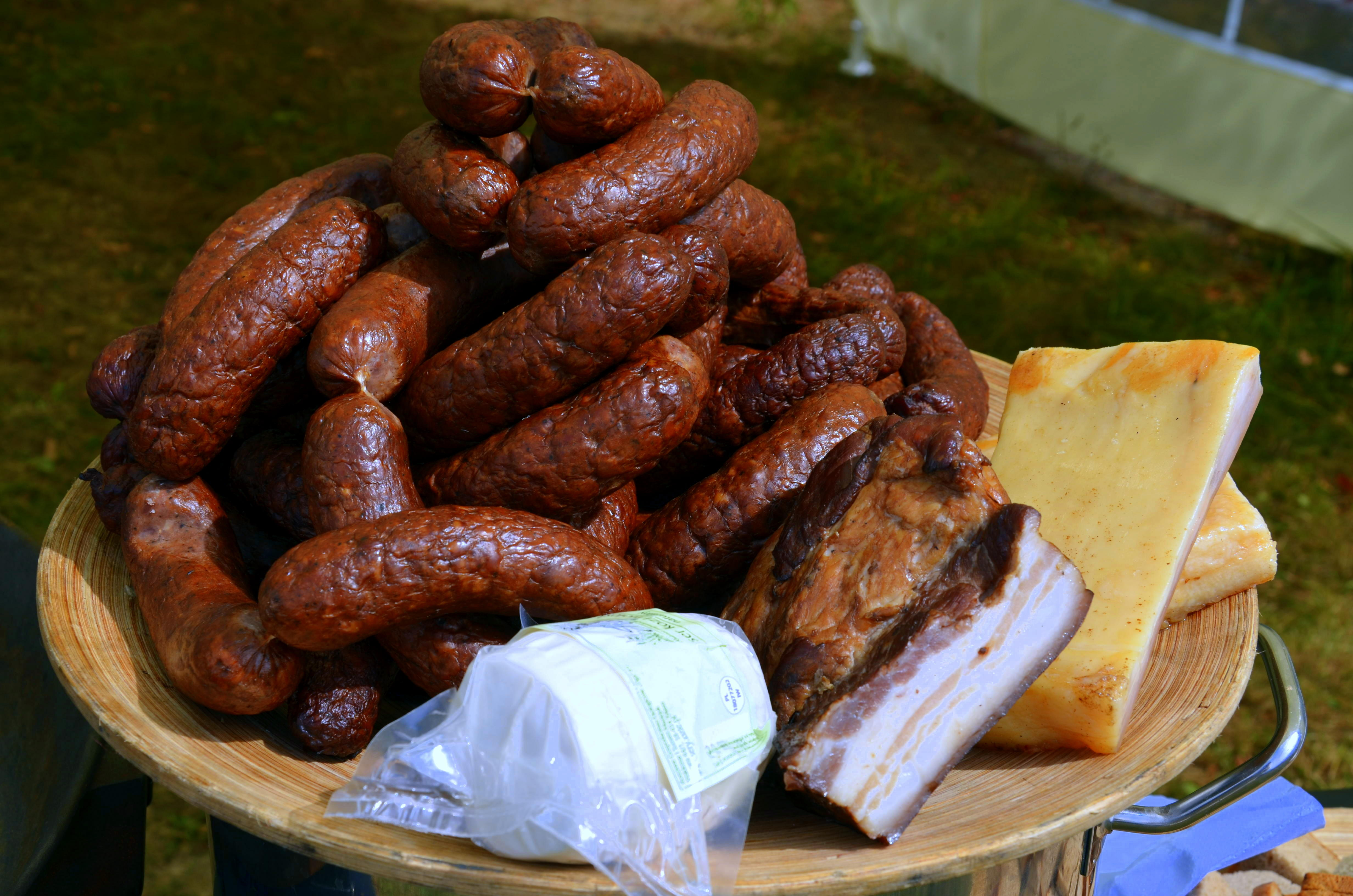
Xúc xích tự làm

Kiełbasa swojska pilzneńsk (Tam dịch: Xúc xích vùng Pilzno) là món xúc xích truyền thống của tỉnh Podkarpackie. Nguyên liệu để làm xúc xích là từ thịt lợn trong quá trình giết mổ tại các trang trại gần thị trấn Pilzno.
Xúc xích được làm bằng phương pháp truyền thống: gác thịt lợn lên lò và đốt gỗ cây Tống quán sủ (một loài cây thuộc họ Bạch dương) để thịt ám khói gỗ. Nhờ có khói gỗ mà hương vị, mùi thơm và cảm giác ngọt dịu của thịt lợn đạt chất lượng cao nhất, đi kèm với gia giảm các loại gia vị tự nhiên, chủ yếu là hạt tiêu và tỏi. Khi làm xúc xích không sử dụng chất bảo quản. Theo các văn bản ghi chép lại trong lịch sử, nguồn gốc của xúc xích tỉnh Podkarpackie có mối liên hệ với người Saxon thời trung cổ. Vào thế kỷ 15, giết mổ động vật ở Pilzno khá phổ biến và là nghề truyền thống, do vậy lúc đó thị trấn rất nổi tiếng với sự xuất hiện các các hội đồ tể.
Xúc xích Kiełbasa swojska pilzneńsk được đưa vào danh sách các sản phẩm truyền thống của Bộ Nông nghiệp và Phát triển Nông thôn Ba Lan (MRiRW).